# Poecilosomella niveipes
Poecilosomella niveipes är en tvåvingeart som först beskrevs av Vanschuytbroeck 1950.  Poecilosomella niveipes ingår i släktet Poecilosomella och familjen hoppflugor.
Artens utbredningsområde är Kongo. Inga underarter finns listade i Catalogue of Life.